# 빔 호프

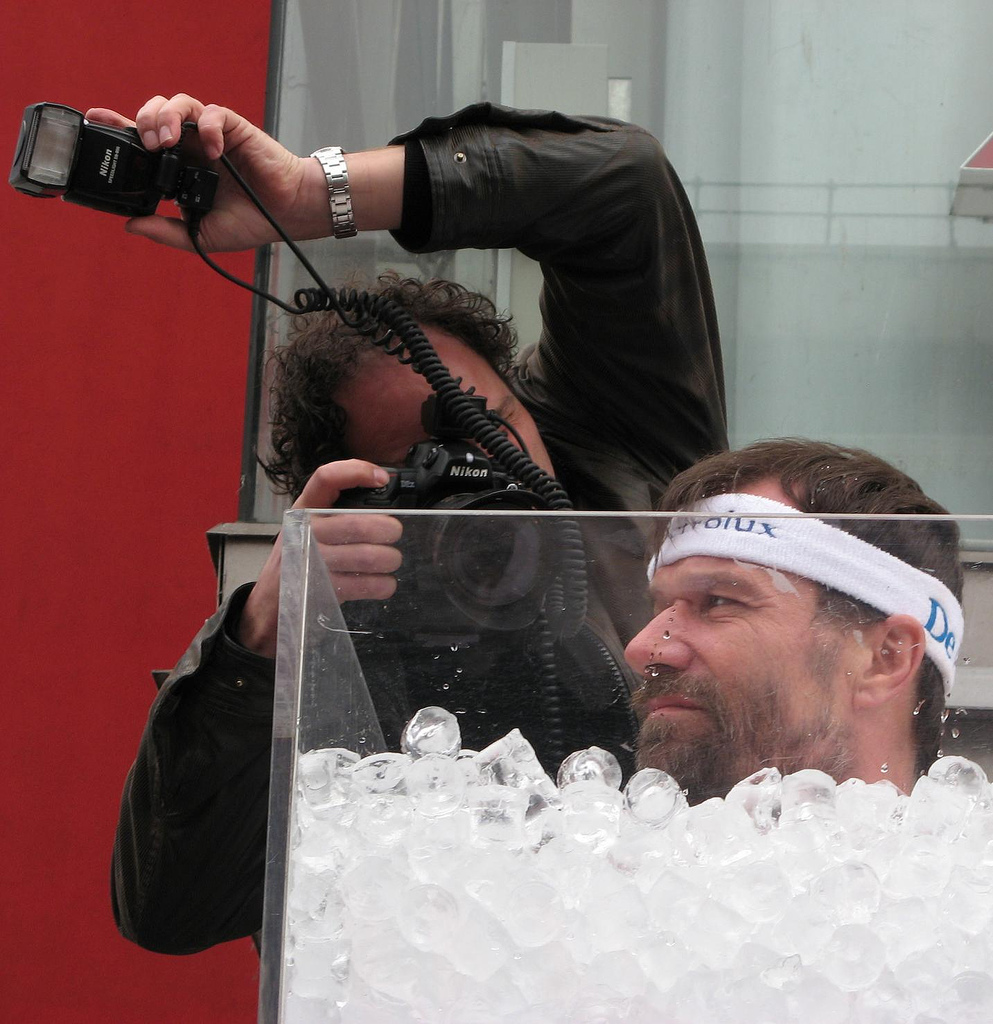
빔 호프

빔 호프(Wim Hof, 1959년 4월 20일 ~ )는 네덜란드의 모험가로, 극한의 추위를 견디는 것으로 잘 알려져 있다. 그 때문에 아이스맨(Iceman)이라는 별명으로도 잘 알려져 있다.

## 같이 보기
- 복식 호흡
- 호르미시스 효과
- 쿤달리니
- 명상
- 요가